# Instituto Tecnológico de Chiba
El Instituto Tecnológico de Chiba (en japonés: 千葉工業大学, Chiba Kōgyō Daigaku), también conocido como Chiba Institute of Technology, Chiba Tech o CITech, es una universidad privada en Narashino, Chiba, Japón. Fue creado el 15 de mayo de 1942.

## Exalumnos destacados
- Masayuki Uemura（Nintendo Entertainment System）